# Neuronema hani
Neuronema hani är en insektsart som först beskrevs av C.-k. Yang et al in Huang et al. 1988.  Neuronema hani ingår i släktet Neuronema och familjen florsländor. Inga underarter finns listade i Catalogue of Life.